# Юрико, принцесса Микаса
Юрико, принцесса Микаса (яп. 高百百子 : Юрико Такаги, 4 июня 1923, Токио — 15 ноября 2024, Тюо, Токио) — член императорского дома Японии, вдова Такахито, принца Микаса, четвёртого сына императора Тайсе и императрицы Теймэй. Принцесса была последней тётей, оставшейся в живых, по отцовской линии предыдущему императору Акихито и последним членом семьи, родившимся в период Тайсё.

## Ранние годы
Принцесса Микаса родилась 4 июня 1923 года в семейном доме Такаги в Токио. Она является второй дочерью виконта Масанари Такаги (1894—1948) и Кунико Ирие (1901—1988). Её отец был членом клана Такаги, ранее владевшего небольшими феодальными владениями Танань; через своего отца она является праправнучкой Хотты Масаеси, выдающегося родзю в период Бакумацу. Её мать происходила из благородного клана Янагихара и была троюродной сестрой императора Севы. Юрико окончила женскую академию Гакусюин в 1941 году.

## Замужество
29 марта 1941 года было объявлено о помолвке Юрико с её троюродным братом Такахито, принцем Микасой. Церемония помолвки состоялась 3 октября 1941 года, а церемония бракосочетания состоялась 22 октября 1941 года. После замужества Юрико стала именоваться Ее Императорским Высочеством принцессой Микасой. Принцесса Микаса часто навещала своего мужа, который был госпитализирован в последние месяцы жизни. 22 октября 2016 года они отпраздновали 75-ю годовщину свадьбы в его больничной палате. Принц Микаса умер пять дней спустя. Принцесса возглавляла церемонию похорон своего мужа как главный Плакальщик.
У принца и принцессы было пятеро детей, из которых только двое до сих пор живы. Помимо пятерых детей, по состоянию на 2015 год у них было девять внуков и четыре правнука. Две дочери супругов покинули императорскую семью после свадьбы. Все три сына умерли.

## Государственная служба
Принцесса Микаса являлась почётным президентом различных благотворительных организаций, по большей части тех, которые занимаются сохранением традиционной японской культуры. Она также играла активную роль в японском обществе Красного Креста.
В 1948 году принцесса стала президентом Императорского Фонда подарков Боши-Айику-Кай, с этой должности она ушла в отставку в сентябре 2010 года. Она присутствовала на нескольких официальных мероприятиях в Токио, а также в других частях Японии, связанных с благотворительными организациями, занимающимися вопросами здоровья матери и ребёнка.

### Смерть
Умерла 15 ноября 2024 года в 6:32 утра по японскому времени в Международной больнице Святого Луки в Токио в возрасте 101 года.

## Награды
Национальные
- Орден Драгоценной короны
- Орден Красного Креста[8]
- Медаль Красного Креста[8]

Иностранные

Камон семьи Микаса

- Иран: Кавалер ордена Плеяд 2-го класса[9]
- Иран: памятная медаль к 2500-летию основания Персидской империи (14 октября 1971 года)[10]

Почётные должности
- Резервный член Совета Императорского Дома.
- Почетный вице-президент японского общества Красного Креста.